# Ėntl'-Imijagun
L'Ėntl'-Imijagun (in russo Энтль-Имиягун?) è un fiume della Russia siberiana occidentale, affluente di sinistra del Tromʺëgan (bacino idrografico dell'Ob'). Scorre nel Surgutskij rajon del Circondario autonomo degli Chanty-Mansi-Jugra.
Il fiume ha origine negli Uvali siberiani in una zona paludosa al nord della Chantia-Mansia, al confine con il Circondario autonomo Jamalo-Nenec. Scorre in direzione meridionale e sfocia nel Tromʺëgan a 258 km dalla foce. La lunghezza del fiume è di 225 km, il bacino imbrifero è di 2 740 km².